# The Least We Can Do Is Wave to Each Other
The Least We Can Do Is Wave to Each Other je druhé studiové album britské progresivní rockové skupiny Van der Graaf Generator. Jeho nahrávání probíhalo od 11. do 14. prosince roku 1969 v londýnském studiu Trident Studios a album vyšlo v únoru roku následujícího u vydavatelství Charisma Records (UK) a Probe Records (USA). Producentem alba byl, stejně jako u předchozího alba, John Anthony a v žebříčku UK Albums Chart se umístilo na sedmačtyřicátém místě.

## Seznam skladeb
| Pořadí | Název                            | Autor                  | Délka |
| ------ | -------------------------------- | ---------------------- | ----- |
| 1.     | Darkness (11/11)                 | Peter Hammill          | 7:28  |
| 2.     | Refugees                         | Hammill                | 6:23  |
| 3.     | White Hammer                     | Hammill                | 8:15  |
| 4.     | Whatever would Robert have said? | Hammill                | 6:07  |
| 5.     | Out of My Book                   | Hammill, David Jackson | 4:08  |
| 6.     | After the Flood                  | Hammill                | 11:29 |

## Obsazení
- Peter Hammill – kytara, zpěv, klavír
- Hugh Banton – varhany, klavír, doprovodné vokály
- Nic Potter – baskytara, kytara
- Guy Evans – bicí, perkuse
- David Jackson – tenorsaxofon, altsaxofon, flétna
- Gerry Salisbury – kornet
- Mike Hurvitz – violoncello